# Antonella Costa

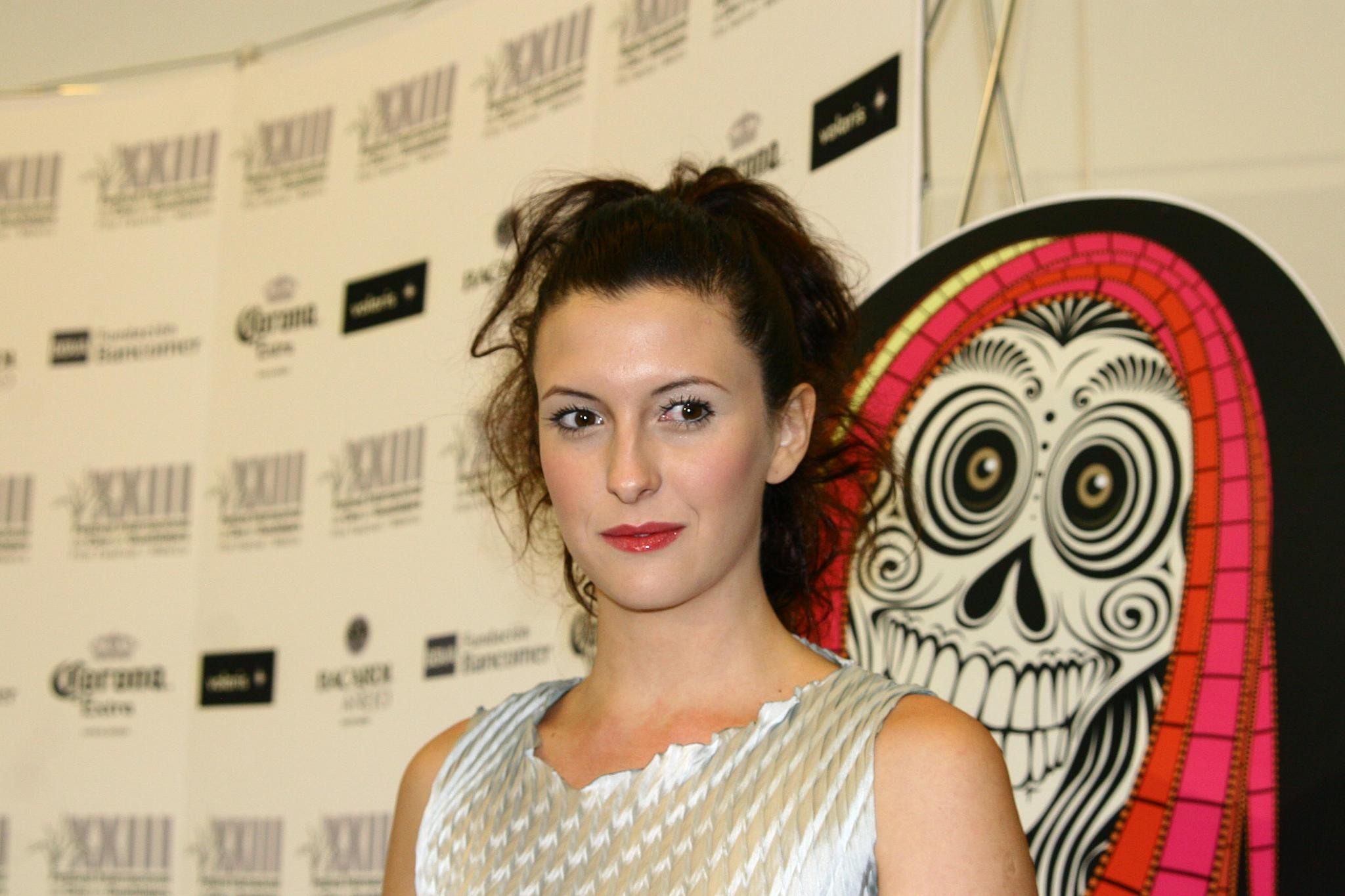
Antonella Costa (2008)

Antonella Costa (* 19. März 1980 in Rom, Italien) ist eine argentinische Schauspielerin.

## Leben
Costa, Tochter der Schriftstellerin Susana Degoy und des Dichters Martín Andrade, lebte bis zum vierten Lebensjahr in Italien. Im Alter von vier Jahren zog sie nach Argentinien. Ab ihrem 11. Lebensjahr begann sie im Theater und erarbeitete sich nach und nach einen Platz im argentinischen Fernsehen, bis ihr dort kurz nach dem 18. Lebensjahr der Durchbruch gelang. Weiters absolvierte sie eine Ausbildung zur Schauspielerin. Bekannt wurde sie mit den Filmen La Fuga, Die Reise des jungen Che oder Der Wind, für die sie unter anderem die Auszeichnung für die beste Hauptdarstellerin beim Havana Festival erhält. Ihr Schaffen umfasst mehr als drei Dutzend Film- und Fernsehproduktionen.

## Filmografie (Auswahl)
- 1999: Alma mía
- 1999: Junta
- 1999: The Road
- 2000: El camino
- 2000: Sons and Daughters
- 2001: La fuga
- 2003: Nadar solo
- 2004: Die Reise des jungen Che (Diarios de motocicleta)
- 2005: Like a Crashed Plane
- 2005: El Viento – Der Wind
- 2006: Cobrador: In God We Trust
- 2008: No mires para abajo (Don't look down)
- 2011: Ausente
- 2012: Sadourni’s Butterflies
- 2013: Much Better Than You
- 2014: Fermín glorias del tango
- 2018: Dry Martina